# آمر اسپورتس
آمر اسپورتس (انگلیسی: Amer Sports) شرکت تجهیزات ورزشی فنلاندی است، که در سال ۱۹۵۰ تأسیس شد.